# Ovaire
Pour les articles ayant des titres homophones, voir Auvers et Auvert.
Pour la botanique, voir Ovaire (botanique).
 (13 mars 2009).

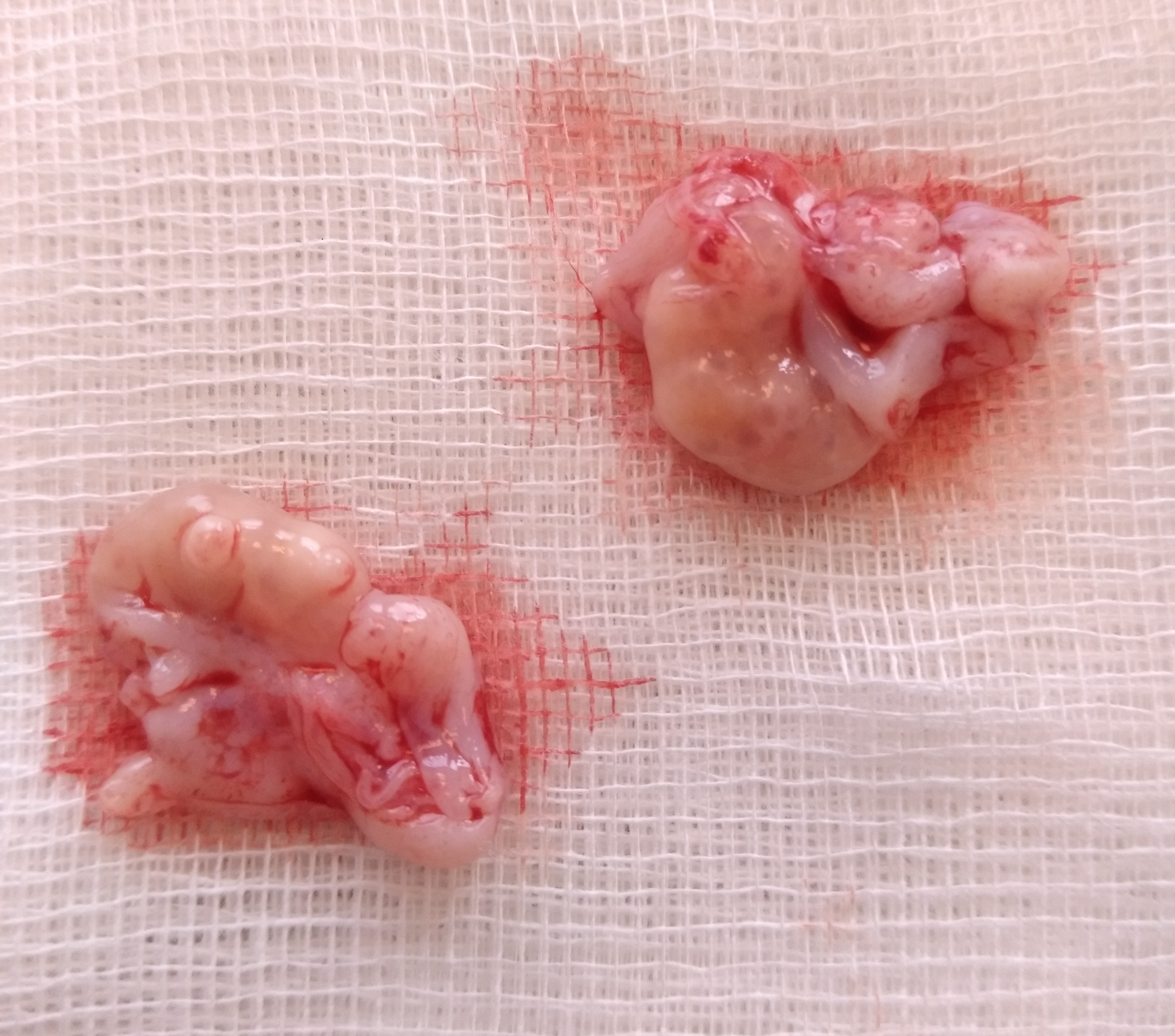
Deux ovaires de chatte entourés de leur bourse ovarienne. Des follicules ovariens mûrs sont présents à leur surface.

Appareil reproducteur interne de la femme

Les ovaires sont les gonades femelles, où sont produits les ovules. Les ovaires sont au nombre de deux et font partie de l'appareil reproducteur féminin ; ce sont les homologues des testicules.

## Fonctions

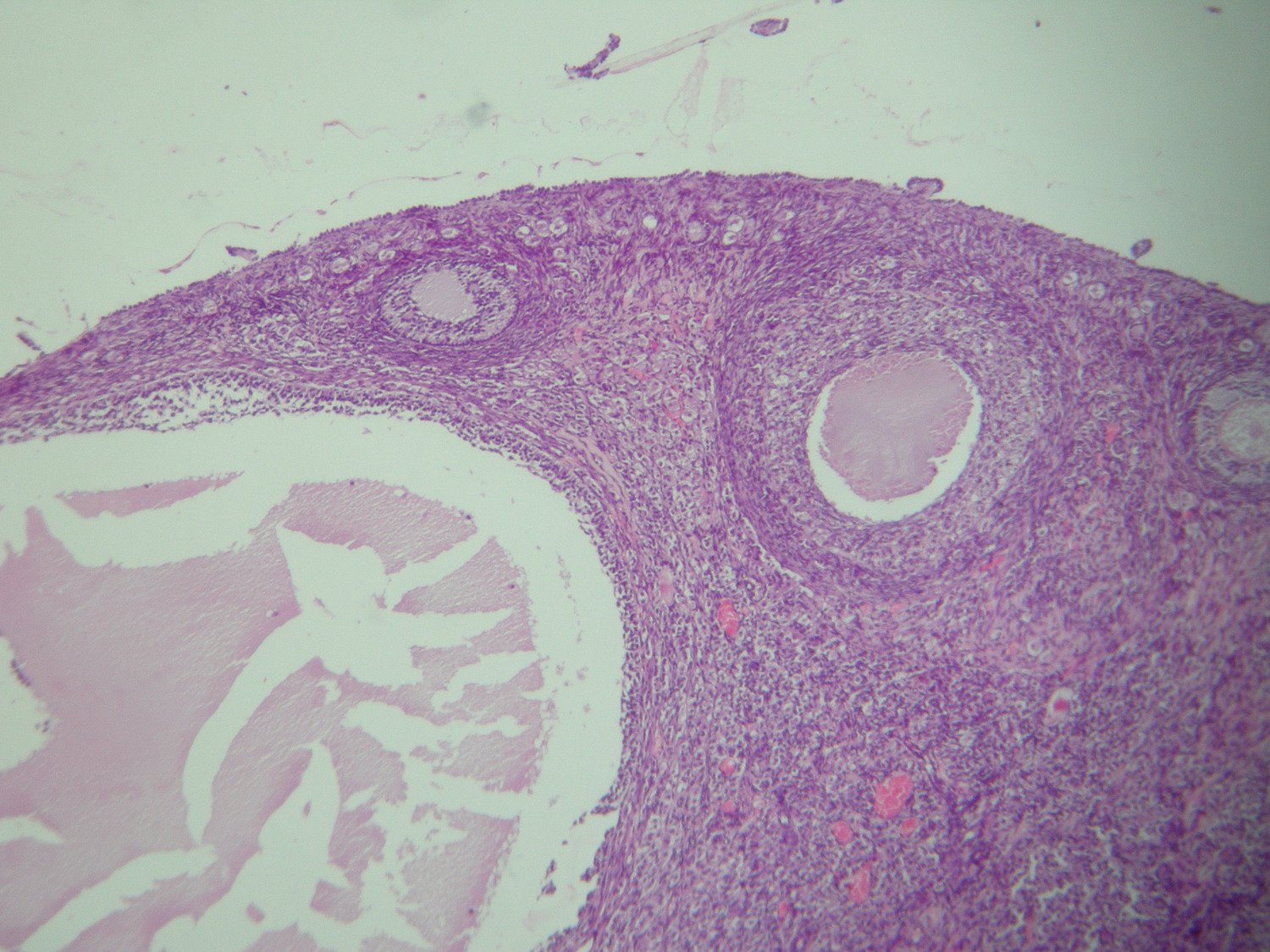
Coupe d'un ovaire au microscope

Les ovaires, à l'instar des testicules, ont une double fonction : une activité exocrine par la production des ovocytes, et une activité endocrine par la production des hormones sexuelles. Ils font donc partie du système endocrinien par la synthèse des hormones sexuelles.

### Production des ovules
La maturation de l'ovocyte, gouvernée par FSH, a lieu chaque mois à partir de la puberté et se déroule tout au long d'un cycle au sein du follicule ovarien pour aboutir à l'ovulation, déclenchée par LH. À ce moment, l'ovocyte quittera l'ovaire pour rejoindre l'ampoule, située dans les trompes, et y être éventuellement fécondé.

### Fonction hormonale
Les ovaires font également partie du système endocrinien par la synthèse des hormones sexuelles : en particulier les œstrogènes et progestérone mais aussi de petites quantités de testostérone. Cette production hormonale est contrôlée par LH et FSH d'origine hypophysaire, elles-mêmes sous le contrôle de la GnRH d'origine hypothalamique.

## Anatomie, embryogenèse
La plupart des oiseaux n'ont qu'un seul ovaire en fonction ; les serpents en ont deux, l'un en face de l'autre.
Les mammifères (dont la femme) possèdent deux ovaires situés de chaque côté de l’utérus et la paroi du bassin. L'ovaire est le seul organe posé dans la cavité péritonéale sans être recouvert de péritoine ; il est dit intra-péritonéal « vrai ».
La région périphérique de l'ovaire se nomme « cortex ovarien », tandis que la région centrale correspond à la partie « médullaire » ; c'est dans cette dernière que sont les nerfs et les vaisseaux.
Alors que le gène codant pour le développement embryonnaire des testicules chez l'Homme (gène SRY situé sur le chromosome Y) est connu depuis le début des années 1990-, celui qui déclenche la formation des ovaires chez les embryons XX (gène Wt1, déjà connu pour un rôle dans la détermination du sexe) n'a été publié qu'en 2023, par Marie-Christine Chaboissier et Élodie Grégoire (université Côte-d'Azur), dans la revue Science  c'est le gène SRY (du chromosome Y) qui suffit à lui seul à lancer le programme masculinisant du développement embryonnaire, un variant résultant d’épissage alternatif du suppresseur de la tumeur de Wilms, WT1. « Cette isoforme est appelée -KTS par opposition à l’isoforme +KTS, qui contient les trois acides aminés supplémentaires Lysine, Thréonine et Sérine ». Chez la souris femelle (XX), il induit le développement de l’ovaire, et il peut aussi empêcher le développement mâle s'il est activé prématurément chez l'embryons mâle (XY). Chez l'Homme, la dérégulation de -KTS cause le syndrome de Frasier chez des patients de caryotype 46,XY (alors aussi porteurs d'une néphropathie glomérulaire et de dysgénésie gonadique. le gène -KTS agit tôt durant le développement).
Deux autres gènes important pour la continuité du développement ovarien, ont, eux, été découverts en 2001 et 2006 (gènes FOXL2 et R-spondin). Le déclenchement de la genèse embryonnaire de l'ovaire se produit entre la 5e et 7e semaine de développement chez l'embryon humain féminin, alors qu'il survient à 12 jours après le coït chez la souris.

### Morphologie
(décembre 2015).
La forme des ovaires rappelle celle d’une amande en deux fois plus gros.
1. Poids d'environ 10 grammes.
2. 4 cm de long, 2 cm de large, et 1 cm d'épaisseur.
3. Deux faces : une médiale, une latérale.
4. Deux bords : antérieur (libre) et postérieur mésovarique portant le hile ovarien.
5. Deux extrémités : supérieure (tubaire) et inférieure (utérine).
6. Couleur : blanc nacré.
7. Surface : marquée par des sillons, cicatrices d'ovulations, et par des saillies, correspondant aux follicules ovariens.

### Moyens de fixité
1. Ligament propre ou ligament utéro-ovarien de l'ovaire tendu entre la trompe utérine et l'extrémité utérine de l'ovaire.
2. Ligament suspenseur ou ligament lombo-ovarien, attachant l'extrémité tubaire de l'ovaire au rétropéritoine (niveau L2)
3. Ligament infundibulo-ovarique tendu entre l'extrémité tubaire de l'ovaire et le pavillon de la trompe.
4. Le péritoine, formant le mésovarium, adhérant au bord inférieur (mésovarique) de l'ovaire. Par ce mésovarium passent les éléments vasculaires et nerveux

L'ovaire est un organe qui reste cependant très mobile, pouvant basculer en fonction de l'état de réplétion rectale, vésicale, mais aussi utérine (utérus gravide).

### Rapports
- Face médiale : cachée par la trompe utérine et le mésosalpinx.
- Face latérale : répond à la paroi pelvienne (os coxal, muscle obturateur interne et muscle élévateur de l'anus), aux axes vasculaires iliaques, et à l'uretère.
- Bord antérieur : en rapport avec le ligament large par l'intermédiaire de mésovarium
- Bord postérieur : répond à l'uretère et, en fonction de la position, aux anses grêles, ou à droite au cæco-appendice et à gauche au sigmoïde.

La position de l'ovaire varie entre la femme nullipare et multipare.
Dans le premier cas, l'ovaire est situé dans la fossette ovarienne (de Krausse) limitée par les vaisseaux iliaques externes en haut, iliaques internes en arrière, et le ligament large en bas. Chez une femme multipare, l'ovaire est dans la fossette sous-ovarienne, limitée en avant par l'artère iliaque interne et l'uretère, en arrière par la paroi pelvienne, et en bas par le pli recto utérin.

### Vascularisation
- Artères : l'artère utérine, branche de l'artère iliaque interne, donne, à la jonction utérus-trompe, une branche tubaire et une branche ovarienne. L'artère ovarique, naissant de l'aorte au niveau L2/L3, accompagne le ligament suspenseur de l'ovaire pour donner ensuite une branche ovarienne et une branche tubaire à proximité de l'ovaire. Les branches tubaires et ovariennes provenant de ces deux artères sont ensuite anastomosées entre elles.
- Veines : réseau anastomosé autour de l'ovaire, naissant dans le hile, et se drainant des deux côtés, vers la veine ovarique et la veine (ou plexus) utérine. La veine ovarique se jette dans la veine cave caudale à droite et dans la veine rénale à gauche.
- Drainage lymphatique : sont satellites des éléments veineux et artériels, et se drainent en direction des régions lombaires et iliaques externes.

## Méthodes d'investigation

### Examen clinique
Ils sont difficilement palpables, même s'ils sont augmentés de volume.

### Imagerie
L'échographie pelvienne est l'examen de première intention, pouvant être aidée par une sonde transvaginale. L'IRM et le scanner peuvent préciser les données.

### Biologie
En cas de masse ovarienne, le CA 125 est peut être élevé en cas de cancer, le suivi. La sensibilité et la spécificité de son dosage ne sont pas suffisante pour y recourir dans le cadre d'un dépistage.

## Pathologies ovariennes
- Syndrome de Stein-Leventhal, aussi appelé Syndrome des ovaires polykystiques.
- Kyste ovarien
- Cancer de l'ovaire
- Hypogonadisme
- Syndrome Demons-Meigs